# جائزة نيوزيلندا الكبرى 2012
جائزة نيوزيلندا الكبرى 2012 هو سباق فورمولا 1 أقيم بتاريخ 12 فبراير 2012 في نيوزيلندا.